# Paulense Desportivo Clube
Paulense Desportivo Clube is een Kaapverdische voetbalclub. De club speelt in de Santo Antão Eiland Divisie (Noord), op Paúl in Santo Antão, waarvan de kampioen deelneemt aan het Kaapverdisch voetbalkampioenschap, de eindronde om de landstitel.

## Erelijst
Santo Antão Eiland Divisie: 6
2002/03, 2003/04, 2004/05, 2011/12, 2013/14, 2014/15
Beker van Santo Antão (Noord): 2
2012/13, 2014/15
Super Beker van Santo Antão (Noord): 3
2011/12, 2012/13, 2013/14
Santo Antão Island (North) Opening Tournament: 5
2002/03, 2006/07, 2007/08, 2012/13, 2013/14